# گتی (نیک‌شهر)
گتی، روستایی در دهستان دستگرد بخش بنت شهرستان نیک‌شهر در استان سیستان و بلوچستان ایران است.

## جمعیت
بر پایه سرشماری عمومی نفوس و مسکن در سال ۱۳۹۵، جمعیت این روستا برابر با ۱۶۵ نفر (۳۹ خانوار) بوده است.